# Julie Kavner
Julie Kavner (née le 7 septembre 1950) est une actrice américaine.
Elle a d'abord été remarquée pour son rôle de Brenda Morgenstern, la sœur cadette du personnage principal de Valerie Harper dans la sitcom Rhoda, pour laquelle elle a remporté un Primetime Emmy Award de la meilleure actrice dans un second rôle dans une série télévisée comique. Elle est surtout connue pour son rôle de Marge Simpson dans la série télévisée animée Les Simpson. Elle double aussi d'autres personnages pour la série, dont la mère de Marge, Jacqueline Bouvier, les soeurs Patty et Selma Bouvier.
Reconnue pour son improvisation et sa "voix mielleuse gravillonnée", Kavner a joué son premier rôle professionnel dans le rôle de Brenda Morgenstern dans Rhoda en 1974. Elle a reçu quatre nominations aux Primetime Emmy Awards pour avoir joué le personnage, remportant le prix en 1978, l'année où la série a pris fin. À partir de 1987, Kavner a commencé à apparaître sur The Tracey Ullman Show. Le Tracey Ullman Show comprenait une série de courts métrages d'animation sur une famille dysfonctionnelle. Des voix étaient nécessaires pour les courts métrages, et les producteurs ont demandé à Kavner de doubler Marge. Ces courts métrages sont devenus Les Simpson.
Pour son travail en tant que Marge, Kavner a reçu un autre Primetime Emmy Award pour meilleur doublage en 1992 et une nomination aux Annie Awards pour son interprétation en tant que personnage dans Les Simpson, le film.
Généralement choisie pour des rôles de " femme solidaire, sympathique ou amusante ", Kavner a fini par ne plus aimer jouer de tels rôles. En 1992, elle a joué dans Ma vie est une comédie, son premier rôle principal dans un long métrage. Kavner a également joué dans des rôles dans six films écrits par Woody Allen et dans la comédie avec Adam Sandler, Click: Télécommandez votre vie.

## Biographie

### Jeunesse
Julie Kavner est née à Los Angeles, Californie, le 7 septembre 1950, la deuxième fille de Rose (1918-2010), conseillère familiale, et de David Kavner (1917-2016), fabricant de meubles et a grandi en Californie du Sud. Sa famille est juive. Elle a décidé de poursuivre une carrière d'actrice parce qu'"il n'y avait rien d'autre que je ne voulais faire, jamais" Elle a fréquenté le lycée de Beverly Hills (qu'elle a ensuite admis détester), où elle était "un peu seule" et a essayé plusieurs pièces sans succès John Ingle, ancien président du département artistique du lycée, a ensuite déclaré que Kavner était "excellente en improvisation, mais n'était ni une génie ni si crédible à son époque".
Après avoir obtenu son diplôme d'études secondaires, Kavner a fréquenté l'Université d'État de San Diego et s'est spécialisée dans le théâtre. Elle a joué dans plusieurs productions, dont le rôle de Charlotte Corday dans Marat-Sade, se faisant connaître pour son improvisation et sa capacité à faire de l'humour et du théâtre. Après avoir obtenu son diplôme en 1971, elle a obtenu un emploi de dactylographe à l'UCLA School of the Arts and Architecture.

### Carrière

#### Début de carrière
En 1973, Kavner auditionne pour le rôle d'une des sœurs de Rhoda Morgenstern dans The Mary Tyler Moore Show. David Davis, producteur de l'émission, l'avait convaincue d'auditionner pour le rôle, mais a décidé de choisir une autre actrice à la place. Un an plus tard, Rhoda Morgenstern est devenue le personnage principal d'un spin-off appelé Rhoda. Kavner a été choisie dans son premier rôle d'actrice professionnelle dans le rôle de Brenda Morgenstern, sœur du personnage éponyme. Rhoda est diffusé sur CBS du 9 septembre 1974 à décembre 1978. Elle a reçu quatre nominations aux Primetime Emmy Awards pour le rôle de Brenda dans une série comique, en 1978 et quatre nominations aux Golden Globe Awards et en 1975, elle a été mise en nomination aux Daytime Emmy Awards pour son rôle principal dans The Girl Who Couldn't Lose.
Après Rhoda, Kavner a fait une apparition dans Taxi et a joué dans la comédie Bad Medicine de 1985 ainsi que dans le film Cordes et Discordes de 1987, tous deux des échecs au box-office Elle a joué dans les téléfilms Les Envoûtées de Stepford, No Other Love et A Fine Romance, et a tourné un pilote de télévision. Elle a également joué dans plusieurs pièces de théâtre, dont une pièce intitulée It Had to Be You dans un théâtre au Canada, Particular Friendships à New York en 1981 et Deux sur la balançoire, mise en scène par Burt Reynolds . Woody Allen a remarqué Kavner un soir en regardant Rhoda dans les années 1970. Il la trouva remarquable et lui proposa plus tard un rôle dans son film de 1986, Hannah et ses sœurs. Kavner était d'accord et attribue à Allen et au film le rajeunissement de sa carrière.
Kavner a ensuite été choisi comme acolyte de Tracey Ullman dans The Tracey Ullman Show, qui a fait ses débuts sur Fox en 1987. Kavner a décrit le spectacle comme étant " comme étant de retour à l'école, une chance de jouer une grande variété de personnages, des gens vraiment vicieux, de ne pas se reposer sur ses lauriers, de ne pas jouer la sécurité ". Kavner a commenté : " Ce que je fais n'est ni une imitation ni une personnification, mais plutôt une assimilation. Nous avons beaucoup regardé les gens pour savoir sur qui baser nos personnages". Elle a reçu quatre nominations aux Primetime Emmy Award pour la meilleure interprétation individuelle pour un(e) programme/émission télévisé(e) régulier(ère) de variétés ou de musique.

#### Les Simpson

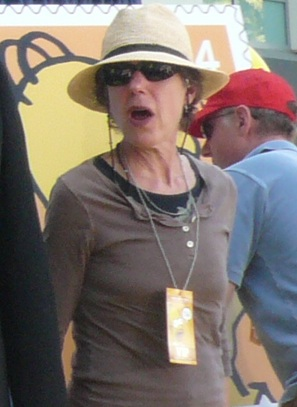
Julie Kavner en 2009.

Kavner est devenue plus célèbre pour son rôle de Marge Simpson dans l'émission de télévision animée Les Simpson, une émission qui continue à ce jour. Le Tracey Ullman Show comprenait une série de courts métrages d'animation sur une famille dysfonctionnelle, les Simpson. Les producteurs ont donc décidé de demander à Julie Kavner et à son collègue Dan Castellaneta de doubler Marge et Homer plutôt que d'engager plus d'acteurs et d'actrices,. Kavner a, ce que Hilary de Vries du New York Times a décrit comme, une "voix mielleuse gravillonnée". Kavner dit que sa voix distinctive est due à "une bosse sur ses cordes vocales".
Bien que Marge soit son personnage le plus célèbre, les personnages préférés de Kavner sont Patty et Selma Bouvier, les sœurs de Marge, parce qu'elles sont à la fois très drôles et tristes".Le créateur de la série Matt Groening a demandé à Kavner de doubler le duo en personnages qui "aspirent la vie en tout". La voix de Patty est plus masculine et a un registre plus grave, tandis que celle de Selma est un peu plus douce. Kavner fournit aussi les voix de toutes les autres femmes de la famille Bouvier, dont Jacqueline, la mère de Marge, la grand-tante Gladys (une parente décédée qui a été présentée dans "Le Choix de Selma" de la saison quatre) et une grand mère sans nom dans un épisode de la saison 6 "La Peur de l'avion".
Une partie du contrat de Kavner dit qu'elle n'aura jamais à promouvoir Les Simpsons en vidéo et qu'elle interprètera rarement la voix de Marge en public parce qu'elle pense que cela "détruit l'illusion". Les gens sentent que ce sont de vraies personnes ", Kavner prend les séances d'enregistrement au sérieux et estime que le jeu de voix est " un peu plus restrictif que le jeu en direct ". Nancy Cartwright, qui double Bart Simpson, a dit dans son livre My Life as a 10-Year-Old Boy que Julie Kavner est "une bête de somme d'une actrice" avec "un professionnalisme extraordinaire et une éthique de travail tranquille", et note qu'elle est rarement en retard pour enregistrer des sessions.
Jusqu'en 1998, Julie Kavner recevait 30 000 $ par épisode. Lors d'un différend salarial en 1998, la Fox a menacé de remplacer les six acteurs principaux par de nouveaux acteurs, allant jusqu'à lancer un casting pour de nouvelles voix. Cependant, le différend a été rapidement résolu et elle a reçu 125 000 $ par épisode jusqu'en 2004 lorsque les acteurs ont exigé de recevoir 360 000 $ par épisode. La question fut réglée un mois plus tard et Kavner a gagné 250 000 $ par épisode. Après des renégociations salariales en 2008, les acteurs de voix ont reçu environ 400 000 $ par épisode. Trois ans plus tard, alors que la Fox menaçait d'annuler la série à moins que les coûts de production ne soient réduits, Kavner et les autres membres de la distribution ont accepté une réduction de salaire de 30 %, soit un peu plus de 300 000 $ par épisode.
Lors de la 44e édition des Primetime Emmy Awards, Kavner a reçu un Primetime Emmy Award pour sa performance vocale exceptionnelle dans l'épisode de la saison trois "Vive les mariés " En 2004, Kavner et Dan Castellaneta ont remporté un Young Artist Award pour "Maman et papa les plus populaires dans une série télévisée". Pour sa performance dans  Les Simpson, le film, Kavner a été mise en nomination pour le prix de la meilleure voix dans un long métrage d'animation aux Annie Awards 2007, mais Ian Holm de Ratatouille a reçu le prix,.La performance émotionnelle de Kavner dans le film a reçu des critiques positives, et une critique a dit qu'elle " a donné ce qui doit être la performance la plus sincère jamais vue dans un film basé sur un dessin animé irrévérencieux ". Certaines scènes du film, comme le message vidéo émotionnel de Marge à Homer, furent enregistrées 100 fois, laissant Kavner épuisée,,.

#### Suite de sa carrière
De nombreux rôles de Kavner ont été décrits, par Hilary de Vries, rédactrice du New York Times, comme une " femme qui soutient, sympathise ou s'amuse d'elle-même ". Kavner a commencé à mépriser ces rôles, disant " Si ça sent Brenda Morgenstern, je ne veux pas accepter le poste ". Elle a eu le rôle de Eleanor Costello, une infirmière qui sympathise avec le personnage de Robin Williams dans le film L'Éveil sélectionné aux Oscars. Kavner a interviewé plusieurs infirmières en préparation du rôle, et Penny Marshall, la réalisatrice du film, a décrit Kavner comme " une actrice qui n'a pas besoin d'être entretenue (...) On n'a jamais à se soucier de lui raconter une histoire pour ses personnages ". En 1992, Kavner a joué dans Ma vie est une comédie, son premier rôle dans un film. Kavner a joué Dottie Ingels, une comédienne en herbe qui commence à négliger sa famille quand sa carrière commence à décoller. Kavner a décrit Dottie comme "vraiment égoïste" mais a admis, "j'ai aimé le rôle pour cette raison même". Kavner avait été invité à jouer un personnage avec un rôle plus petit dans le film, mais Joe Roth, à l'époque président de 20th Century Fox, a suggéré que le rôle principal soit interprété par une actrice moins connue. Nora Ephron, la réalisatrice de Ma vie est une comédie, dit que Kavner "est si peu vaniteuse que c'en soit presque scandaleux. Non seulement elle n'a aucune exigence en tant qu'actrice -'Quelle est la taille de ma caravane, qu'est-ce qu'il y a dans mon réfrigérateur' - mais elle fera n'importe quoi pour le personnage si cela a du sens pour elle".
Kavner a souvent joué dans des films de Woody Allen, notamment dans  Hannah et ses sœurs(1986), Radio Days (1987), New York Stories (1989), Alice (1990), Ombres et Brouillard (1991), Nuits de Chine (1994) et Harry dans tous ses états (1997). Allen la décrit comme " une personne naturellement drôle. Quand elle fait une scène, on l'écoute et on la regarde, et le prisme à travers lequel tout est filtré est drôle ". Kavner pense qu'il est "un vrai cinéaste, qui a quelque chose à dire, qui expérimente continuellement sur différents thèmes dans son propre cinéma", ajoutant que " tout ce que [Allen] fait, je veux toujours le faire,[...] je n'ai même pas besoin de le lire ".
Elle a fait de la voix off dans des films comme Le Roi Lion 3, Dr Dolittle et un rôle non crédité dans Le Choix d'un vie en tant qu'animatrice. Son dernier film était un rôle de la mère du personnage d'Adam Sandler dans Click: Télécommandez votre vie. Elle a également travaillé avec Tracey Ullman dans la série de sketch comédie Tracey Takes On... de HBO.

## Vie privée
Kavner mène une vie privée, "presque solitaire", "discrète et gardée au-delà de la routine habituelle des stars réticentes". Elle fait rarement des apparitions publiques et refuse de se laisser photographier au travail, en particulier en studio quand elle double dans Les Simpson. Son partenaire est le producteur à la retraite David Davis ; ils vivent ensemble entre 1976 et 2022,. Dans une entrevue accordée en 1992 au New York Times, Kavner a dit qu'elle envisageait de prendre sa retraite, "sauf trois jours par année pour Woody[Allen]", mais qu'elle avait le sentiment que si elle prenait sa retraite, elle recevrait un scénario qu'elle voudrait "faire plus que la vie elle-même".

## Filmographie

### Cinéma
| Année | Film                             | Role                                         |
| ----- | -------------------------------- | -------------------------------------------- |
| 1983  | National Lampoon's Movie Madness | Mrs. Falcone                                 |
| 1985  | Bad Medicine                     | Cookie Katz                                  |
| 1986  | Hannah et ses sœurs              | Gail                                         |
| 1987  | Radio Days                       | Mère de Joe                                  |
| 1987  | Cordes et Discordes              | Ronnie                                       |
| 1989  | New York Stories                 | Treva                                        |
| 1990  | L'Éveil (film)                   | Eleanor Costello                             |
| 1990  | Alice (film, 1990)               | Décoratrice                                  |
| 1991  | Ombres et Brouillard             | Alma                                         |
| 1992  | Ma vie est une comédie           | Dottie Ingels                                |
| 1994  | La Petite Star                   | Nan Mulhanney                                |
| 1995  | Forget Paris                     | Lucy                                         |
| 1997  | Harry dans tous ses états        | Grace                                        |
| 1998  | Dr. Dolittle                     | Pigeon femelle (voix)                        |
| 1999  | Judy Berlin                      | Marie                                        |
| 1999  | A Walk on the Moon               | Présentatrice                                |
| 1999  | Story of a Bad Boy               | Elaine                                       |
| 2001  | Attraction animale               | Furry animal                                 |
| 2004  | Barn Red                         | Personnage sans nom                          |
| 2004  | Le Roi Lion 3                    | Mere de Timon (voix)                         |
| 2006  | Click : Télécommandez votre vie  | Trudy Newman                                 |
| 2007  | Les Simpson, le film             | Marge Simpson, Patty et Selma Bouvier (voix) |

- 2025 : Ella McCay de James L. Brooks

## Distinctions
| Année | Récompense         | Catégorie | Rôle               | Série/film                     | Résultat   |
| ----- | ------------------ | --- | ------------------ | ------------------------------ | ---------- |
| 1975  | Emmy Award         | Meilleure actrice dans un second rôle dans une série télévisée comique                                                  | Brenda Morgenstern | Rhoda                          | Nomination |
| 1975  | Golden Globe Award | Meilleure actrice dans un second rôle                                                                                   | Brenda Morgenstern | Rhoda                          | Nomination |
| 1975  | Emmy Award         | Meilleure actrice dans un 'Daytime drama special'                                                                       | Jane Darwin        | The Girl Who Couldn't Lose     | Nomination |
| 1976  | Emmy Award         | Meilleure actrice dans un second rôle dans une série télévisée comique                                                  | Brenda Morgenstern | Rhoda                          | Nomination |
| 1976  | Golden Globe Award | Meilleure actrice dans un second rôle                                                                                   | Brenda Morgenstern | Rhoda                          | Nomination |
| 1977  | Emmy Award         | Meilleure actrice dans un second rôle dans une série télévisée comique                                                  | Brenda Morgenstern | Rhoda                          | Nomination |
| 1977  | Golden Globe Award | Meilleure actrice dans un second rôle                                                                                   | Brenda Morgenstern | Rhoda                          | Nomination |
| 1978  | Emmy Award         | Meilleure actrice dans un second rôle dans une série télévisée comique                                                  | Brenda Morgenstern | Rhoda                          | Lauréat    |
| 1978  | Golden Globe Award | Meilleure actrice dans un second rôle dans une série télévisée comique                                                  | Brenda Morgenstern | Rhoda                          | Nomination |
| 1987  | Emmy Award         | Meilleure interprétation individuelle pour un(e) programme/émission télévisé(e) régulier(ère) de variétés ou de musique | Plusieurs          | The Tracey Ullman Show         | Nomination |
| 1988  | Emmy Award         | Meilleure interprétation individuelle pour un(e) programme/émission télévisé(e) régulier(ère) de variétés ou de musique | Plusieurs          | The Tracey Ullman Show         | Nomination |
| 1989  | Emmy Award         | Meilleure interprétation individuelle pour un(e) programme/émission télévisé(e) régulier(ère) de variétés ou de musique | Plusieurs          | The Tracey Ullman Show         | Nomination |
| 1990  | Emmy Award         | Meilleure interprétation individuelle pour un(e) programme/émission télévisé(e) régulier(ère) de variétés ou de musique | Plusieurs          | The Tracey Ullman Show         | Nomination |
| 1992  | Emmy Award         | Meilleur doublage | Marge Simpson      | Les Simpson: "Vive les mariés" | Lauréat    |
| 2004  | Young Artist Award | Most Popular Mom & Pop in a Television Series                                                                           | Marge Simpson      | Les Simpson                    | Lauréat    |
| 2008  | Annie Award        | Doublage dans une production de long métrage                                                                            | Marge Simpson      | Les Simpson, le film           | Nomination |